# Domingo Sangrento (1905)

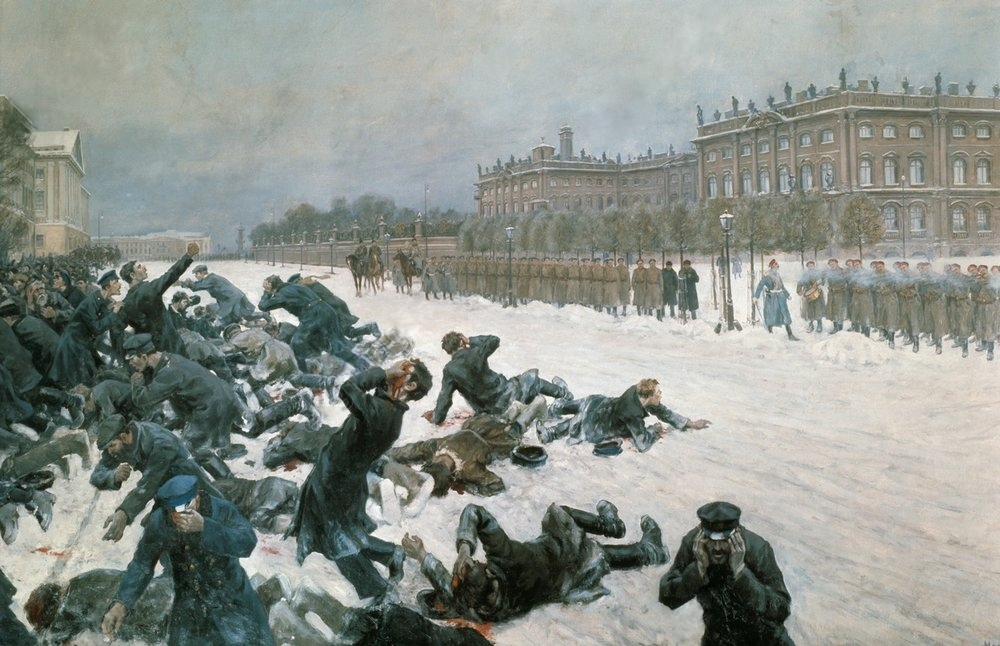
O massacre do Domingo Sangrento em São Petersburgo no dia 9 de janeiro de 1905.

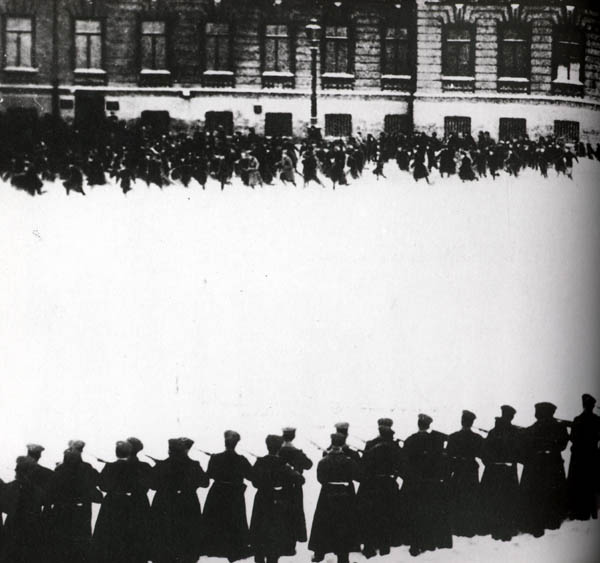
Trecho do filme soviético Devyatoe yanvarya ("9 de Janeiro") (1925) mostrando uma linha de soldados armados em frente a manifestantes que se aproximam ao Palácio de Inverno em São Petersburgo (na época conhecida como Petrogrado).

Domingo Sangrento foi um massacre que aconteceu em 9 de janeiro de 1905 na cidade de São Petersburgo, no Império Russo, onde manifestantes marcharam pacificamente até o Palácio de Inverno para apresentar uma petição ao czar, mas foram baleados pela Guarda Imperial Russa. A marcha foi organizada pelo padre George Gapon, que colaborou com Sergei Zubatov da Okhrana, a polícia secreta czarista, para destruir organizações de trabalhadores. Os grupos envolvidos nesse conflito foram a população no geral, os partidos e os movimentos revolucionários tiveram também seu início após esse domingo sangrento.
O Domingo Sangrento é considerado o estopim da Revolução Russa de 1905. Historiadores como Lionel Kochan, em seu livro Rússia em Revolução 1890-1918, afirmam também que os eventos do Domingo Sangrento foram peças-chave que levaram à grande Revolução Russa de 1917.

## Prelúdio
No mês de dezembro anterior, uma greve aconteceu na fábrica Putilov. Simpatizantes em outras partes da cidade aumentaram o número de grevistas para cerca de 80 000. Em 8 de janeiro, a cidade não tinha eletricidade ou jornais. Todas as áreas públicas foram declaradas fechadas. George Gapon, um padre ortodoxo russo que se interessava pelas condições vividas pelas classes trabalhadores e inferiores, organizou uma procissão pacífica de trabalhadores ao Palácio de Inverno para entregar uma petição ao czar. A petição, escrita por Gapon, deixava claros os problemas e opiniões dos trabalhadores, e pedia por melhores condições de trabalho, salários justos, redução da jornada de trabalho para oito horas e condenava as horas extras que os donos das fábricas forçavam os trabalhadores a cumprir. Outras demandas incluíam o fim da Guerra Russo-japonesa e a introdução do sufrágio universal. Tropas foram dispostas ao redor do Palácio de Inverno e em outros lugares. O czar deixou a cidade no dia 8 de janeiro e foi para Czarskoe Selo.

## Massacre

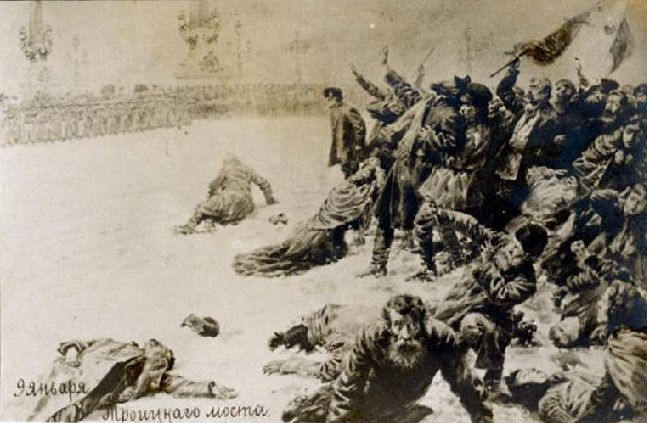
9 de janeiro de 1905. Na ponte da Trindade. Desenho de um artista desconhecido.

No domingo, 9 de janeiro (O.S. 9 de janeiro) de 1905, trabalhadores em greve e suas famílias se reuniram em seis pontos na cidade de São Petersburgo, no Império Russo. Eles eram organizados e liderados pelo padre ortodoxo russo George Gapon. Segurando ícones religiosos e cantando hinos e canções patrióticas (particularmente Deus Salve o Czar), uma multidão de "mais de três mil" pessoas prosseguiu sem interferência da polícia em direção ao Palácio de Inverno, residência oficial do czar. A multidão não sabia que o czar não estava no palácio. Os Soldados do exército perto do palácio lançaram tiros de advertência e, em seguida, dispararam diretamente contra a multidão para dispersá-la. Gapon foi alvo de tiros perto do Arco do Triunfo de Narva. Cerca de quarenta pessoas ao redor dele foram mortas, no entanto, ele não ficou ferido. Embora o czar não estivesse no Palácio de Inverno ou mesmo na cidade e não tivesse dado a ordem para as tropas abrirem fogo, ele recebeu toda a culpa pelas mortes, resultando em uma onda de amargura do povo russo contra o czar e seu regime autocrático.
O número de mortos é incerto, mas as autoridades da época assumiram 930 mortos e 333 feridos; fontes antigoverno afirmam que os tiros mataram mais de quatro mil pessoas, estimativas moderadas ainda estipulam uma média de cerca de mil mortos e feridos, tanto pelos tiros quanto pisoteados pela população durante o pânico. Outra fonte observa que a estimativa oficial de mortos era de 130 pessoas. Há relatos que no dia até a neve ficou vermelha. O czar Nicolau II descreveu o dia como "doloroso e triste". Conforme relatos, a desordem civil e saques explodiram por toda a cidade. A marcha de Gapon foi aniquilada naquele dia e ele rapidamente deixou a Rússia. De acordo com uma versão, ao voltar para a Rússia em outubro, Gapon é assassinado por ordem da Organização de Combate do Partido Social-Revolucionário depois que ele revelou ao seu amigo Pinhas Rutenberg que estava trabalhando para a Okhrana, a polícia secreta.
Este evento foi classificado pelo embaixador britânico na época como um impulso para atividades revolucionárias na Rússia e contribuiu para a Revolução de 1905. O escritor Leo Tolstoy também foi afetado emocionalmente pelo incidente.

## Legado e consequências
O Domingo Sangrento é considerado o estopim da Revolução Russa de 1905 e do Manifesto de Outubro. Historiadores como Lionel Kochan, em seu livro Rússia em Revolução 1890-1918, afirmam também que os eventos do Domingo Sangrento foram peças-chave que levaram à grande Revolução Russa de 1917.